# 兹纳缅卡市镇
兹纳缅卡市镇（俄语：Знаменское муниципальное образование）是俄罗斯联邦伊尔库茨克州日加洛沃区所属的一个市镇。其下辖有2个居民点，行政中心为兹纳缅卡。据2016年统计，该市镇的人口为674人。